# Vittoria Fontana
Vittoria Fontana (ur. 23 lipca 2000 w Gallarate) – włoska lekkoatletka specjalizująca się w biegach sprinterskich, olimpijka.
Podczas letnich igrzysk olimpijskich w Tokio (2021) startowała w eliminacyjnych biegach na 100 metrów oraz w sztafecie 4 × 100 m. 
Halowa mistrzyni Włoch w biegu na 60 metrów (2021, czas: 7,35).

## Osiągnięcia
| Rok  | Impreza                                 | Miejsce   | Konkurencja        | Lokata      | Wynik |
| ---- | --------------------------------------- | --------- | ------------------ | ----------- | ----- |
| 2018 | Mistrzostwa świata juniorów             | Tampere   | sztafeta 4 × 100 m | 8. miejsce  | 44,81 |
| 2019 | Mistrzostwa Europy juniorów             | Borås     | bieg na 100 m      | 1. miejsce  | 11,40 |
| 2019 | Mistrzostwa Europy juniorów             | Borås     | sztafeta 4 × 100 m | 4. miejsce  | 44,42 |
| 2021 | Halowe mistrzostwa Europy               | Toruń     | bieg na 60 m       | półfinał    | 7,28  |
| 2021 | World Athletics Relays                  | Chorzów   | sztafeta 4 × 100 m | 1. miejsce  | 43,79 |
| 2021 | Superliga drużynowych mistrzostw Europy | Chorzów   | sztafeta 4 × 100 m | 5. miejsce  | 46,51 |
| 2021 | Młodzieżowe mistrzostwa Europy          | Tallinn   | bieg na 100 m      | 5. miejsce  | 11,58 |
| 2021 | Igrzyska olimpijskie                    | Tokio     | bieg na 100 m      | eliminacje  | 11,80 |
| 2021 | Igrzyska olimpijskie                    | Tokio     | sztafeta 4 × 100 m | eliminacje  | 42,84 |
| 2022 | Mistrzostwa świata                      | Eugene    | sztafeta 4 × 100 m | 8. miejsce  | 42,92 |
| 2022 | Mistrzostwa Europy                      | Monachium | bieg na 200 m      | eliminacje  | 23,63 |
| 2023 | I dywizja drużynowych mistrzostw Europy | Chorzów   | sztafeta 4 × 100 m | 12. miejsce | 52,28 |
| 2025 | World Athletics Relays                  | Kanton    | sztafeta 4 × 100 m | repasaże    | 43,12 |
| 2025 | I dywizja drużynowych mistrzostw Europy | Madryt    | sztafeta 4 × 100 m | 4. miejsce  | 42,58 |

## Rekordy życiowe
- stadion

- bieg na 100 m – 11,33 (12 czerwca 2021, Genewa) / 11,23w (13 maja 2021, Savona)
- bieg na 200 m – 22,97 (31 maja 2022, Ostrawa)
- sztafeta 4 × 100 m – 42,58 (28 czerwca 2025, Madryt)

- hala

- bieg na 60 m – 7,28 (7 marca 2021, Toruń)